# 1674 Groeneveld
Az 1674 Groeneveld (ideiglenes jelöléssel 1938 DS) egy kisbolygó a Naprendszerben. Karl Wilhelm Reinmuth fedezte fel 1938. február 7-én, Heidelbergben.